# Импи – суперстар!
Импи — суперстар! (нем. Urmel voll in Fahrt) — немецкий полнометражный мультфильм 2008 года, сиквел мультфильма 2006 года Динозаврик Урмель, созданного по мотивам книги «Урмель из ледникового периода» Макса Крузе.

## Сюжет
Мультфильм начинается с момента, где Импи, находясь на пляже, видит самого себя и собирается его обнять, но при обнимании двойник исчезает, и все это оказывается сном для Импи. В этот день, у Импи уже день рождения, и ему в подарок дарят панду Бабу, в качестве сестрёнки для Импи. Профессор Тибатонг и Тим на время уезжают из Титиву. В то же время приезжает Барнаби, владелец закрытого парка развлечений, приехавший с целью найти динозавра Импи, который нужен для парка развлечений. Когда Барнаби встречает Импи, тот предлагает сделать Импи звездой. Ночью Импи заходит в яхту, соглашается с Барнаби и отправляется с ним, также в яхту проникла Бабу (несмотря на слова Импи, что нельзя влезать в его дела). А на острове, уже узнав о пропаже Импи и Бабу, Монти, Пинг и Шу отправляется за ними в погоню на плоту, но их проглатывает кит. Когда Импи прибывает к тому месту, там его запирают, и Импи должен будет беспрерывно тренироваться, но однако его из заточения вызволяет Бабу. При побеге Импи и Бабу катаются на американских горках и врезаются в старый замок. В замке они расходятся, Бабу попала в зал с зеркалами, Импи ходит по комнатам замка и на пути встречает Мисс Ли (девушку, работающую на Барнаби). Импи удаётся отвлечь Ли и убежать в другое место, однако в одной комнат он освобождает из волынки призрака, который помогает найти Бабу и заточает Ли в зеркало. Бабу, вырвавшуюся из замка, похищает Барнаби и требует Импи сдаться, но Импи устраивает переполох и освобождает Бабу. Когда они приходят к причалу, там встречают Монти, Пинг и Шу, которых кит подвез туда. Все они пугают прибывших арабов (которые, и потребовали Барнаби показать им настоящего динозавра) с помощью спецэффектов. Импи, Бабу, Монти, Пинг, и Шу, добирающиеся домой на дельфинах, встречают Барнаби на яхте, которого проглатывает кит. Друзья, уже прибывшие домой, начинают танцевать, и их фотографирует инопланетянин. Тем временем, «бедной» заключенной Мисс Ли тот же призрак советует ей стать его музой.
В сцене после титров выясняется, что Барнаби и бульдог Отто все ещё живы, поэтому он нашёл сундук с монетами в желудке кита, и фильм заканчивается тем, что Барнаби лепит из монет снежный ангел.

## Роли озвучивали
| Актёр                | Роль                       |
| -------------------- | -------------------------- |
| Ханнес Маурер        | Импи                       |
| Юлия Циффер          | Бабу                       |
| Вигальд Бонинг       | профессор Габакук Тибатонг |
| Оливер Калкофе       | Барнаби                    |
| Марион фон Стенгель  | Мисс Ли                    |
| Кристоф Мария Хербст | призрак Эдди               |
| Роланд Хеммо         | пёс Отто                   |
| Стефан Краузе        | Пинг                       |
| Франк Шафф           | Монти                      |
| Анке Энгельке        | Пэг                        |
| Оливер Похер         | Шу                         |
| Вольфганг Фёльц      | Соломон                    |